# 十如寺
十如寺（じゅうにょじ）は、京都市上京区御前通一条下ル下堅町にある日蓮宗の寺院。山号は寿福山。旧本山は鳴滝三宝寺、親師法縁。

## 歴史
正和2年（1313年）日像菩薩が建立した法華堂が起源。寛正5年（1466年）日春により現在の寺号に改められた。日像が北野天満宮の参拝者を集めこの地で法華経の教え「十如」を説いたのが寺号の由来である。近年では福沢観明（32世、元明徳商業高等学校教諭）により開山日像菩薩650遠忌の記念事業として本堂の屋根瓦葺替え、山門の新築等が行われた。

## 境内
- 本堂
- 山門

## 歴代
- 日像菩薩

## 参考資料
- 日蓮宗寺院大鑑編集委員会『宗祖第七百遠忌記念出版 日蓮宗寺院大鑑』大本山池上本門寺 (1981年)